# سروزیت
سروزیت (به انگلیسی: Cerusite) با فرمول شیمیایی PbCO3 از مجموعه کانی هاست و دارای شکست ناصاف در زبان لاتین Cerussa به معنای سفید سربی است حل شونده در HNO3 PbO:83.53% CO۲:۱۶٫۴۷٪ برای اولین بار در چک اسلواکی کشف شد و از نظر شکل بلور: تابولار - بی پیرامید - سوزنی - ماکله، رنگ: بیرنگ - زرد - قهوه‌ای - خاکستری تا سیاه، شفافیت: شفاف - نیمه شفاف، شکستگی: ناصاف، جلا: الماسی، رخ: ناقص، سیستم تبلور: ارترومبیک و در رده‌بندی کربنات است و منشأ تشکیل آن ثانوی است.
همایند کانی‌شناسی (پارانژ) آن سلستین - باریتین - انگلزیت- آنگلزیت- گالن- پیرومورفیت است
، از نظر ژیزمان بلور - اگرگات دانه‌ای استالاکیت - به ندرت فیبری یا الیافی فراوان است و بیشتر در آلمان غربی، چک اسلواکی، ایتالیا و آمریکا یافت می‌شود.